# Ross Rocklynne
Ross Rocklynne, pseudonimo di Ross Louis Rocklin (21 febbraio 1913 – 29 ottobre 1988), è stato uno scrittore statunitense attivo durante l'età d'oro della fantascienza.

## Biografia
Nato nel 1913 nell'Ohio, Rocklynne contribuiva regolarmente alle riviste pulp di fantascienza. È stato ospite della prima World Science Fiction Convention nel 1939. Nonostante le sue molte apparizioni e il suo stile solido, Rocklynne non ha mai raggiunto una popolarità paragonabile a quella dei suoi contemporanei Robert A. Heinlein, L. Sprague de Camp e Isaac Asimov. Il suo racconto più noto è probabilmente Gli uomini e lo specchio, pubblicato per la prima volta nel 1938.
Rocklynne smise di scrivere nei tardi anni cinquanta, ma tornò trionfalmente negli anni settanta, quando il suo romanzo breve Ching Witch! venne incluso nell'antologia di racconti originali Again, Dangerous Visions (1972) curata da Harlan Ellison. Ching Witch! ricevette in seguito una nomination per il Premio Nebula.
Rocklynne morì a Los Angeles, in California, a 75 anni. Ha avuto due figli, Keith and Jeffrey.

## Opere
(elenco parziale)
- I prigionieri di Vulcano (At the Center of Gravity, 1936)
- In trappola su Giove (Jupiter Trap, 1937)
- Gli uomini e lo specchio (The Men and the Mirror, 1938)
- Fuga nell'infinito (The Escape Trough Space, 1938)
- L'Imperatrice di Marte (Empress of Mars, 1939)
- Colpo di grazia (Quietus, 1940)
- Nella tenebra (Into the Darkness, 1940)
- Il tempo vuole uno scheletro (Time Wants a Skeleton, 1941)
- L'esercito invisibile (The Invisible Army, 1944)
- Ades: nella zona bollente del sole (The Bottled Men, 1946)
- Tra gli anelli di Saturno (They Fly So High, 1952)
- Margherite per Dorothy (Daisies Yet Ungrown, 1968)